# Noite branca
Noite branca refere-se a um evento cultural e artístico que ocorre anualmente em Paris e Braga. Normalmente, oferece abertura, gratuita, ao público de museus, instituições culturais, e outros espaços públicos e privados, usados para promover suas infraestruturas e conteúdos artísticos. As noites brancas também são um tempo de celebração em áreas como São Petersburgo, Rússia, onde o Sol não se põe até as 22h e o crepúsculo dura toda a noite.

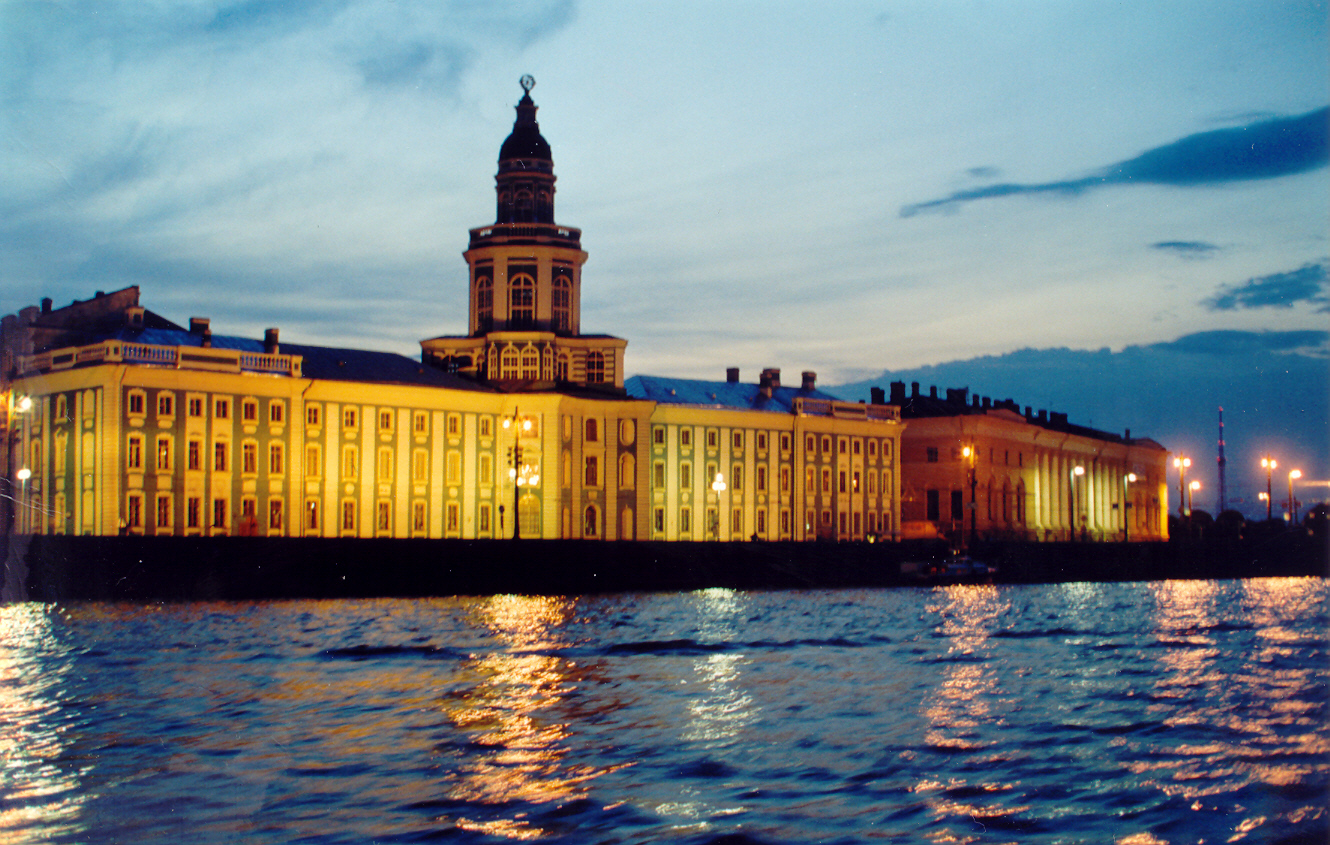
Noite Branca em São Petersburgo

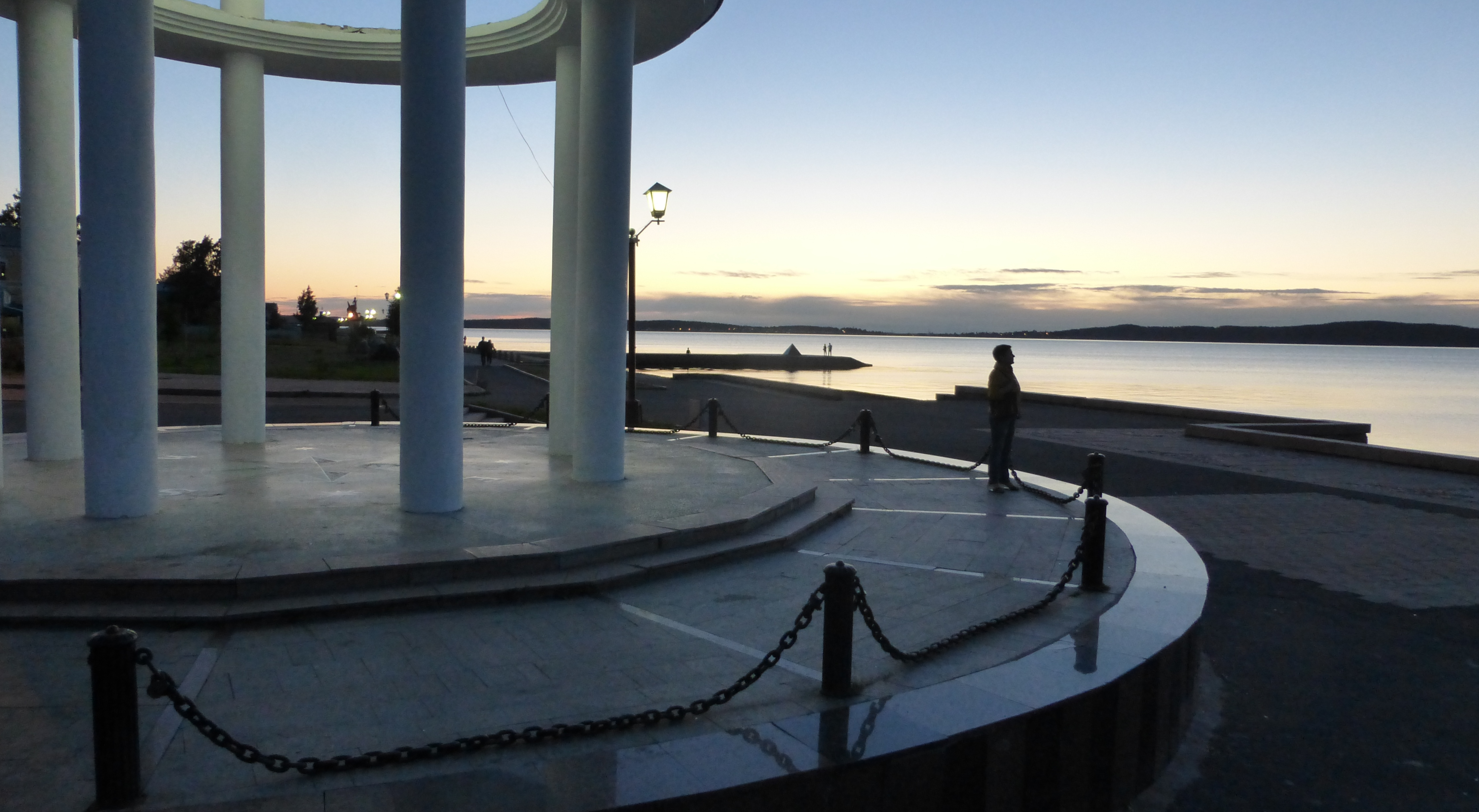

A raíz do evento é antigo, especialmente nos países nórdicos. No entanto o conceito, na sua forma actual, é introduzido em Paris, França, em 2002, e reproduzido em muitas outras cidades, como Roma, Montreal, Toronto, Bruxelas, Madrid, Leeds. Em Portugal, Loulé organiza em 2007 a primeira noite branca do país, evento depois também organizado na cidade da Guarda, em Braga, em Guimarães , em Gondomar e em Angra do Heroísmo.

## Terminologia
Algumas cidades usam o termo francês "Nuit Blanche" (ou "Nuits blanches", se o evento durar mais de uma noite). Outros fazem uso das mesmas terminologias na sua própria língua: Noite Branca, em português; White Nights em Inglês; Notte bianca em italiano; La Noche en blanco, em espanhol; Noaptea alba romeno; Balta Nakts, na Letónia. Outros ainda criam os seus próprios nomes, como Lejl Imdawwal ("Noite iluminada"), em maltês; Taiteiden yö ("Noite das Artes") em finlandês; ou Kulturnatten ("Noite Cultural") em dinamarquês.

## História

### Origens
Eventos deste tipo têm as suas raízes em vários lugares. Nos países nórdicos, a "noite branca" refere-se ao período em que o crepúsculo dura toda a noite, a partir de meados de maio até meados de julho, mas na Antártida, ocorre de novembro a janeiro. Em São Petersburgo, o festival Noites Brancas, decorre durante vários meses com eventos culturais, como o carnaval de rua e a manifestação das velas vermelhas, famosas por seus fogos de artifício.
Em Lyon, as luzes, do Festival das Luzes, fazem parte das noites desde 1989.
Em Nantes, o festival Lit, organizado por Jean Blaise entre 1990 e 1995, numa semana de outubro, dinamisaram-se eventos em diversos locais incomuns.
Em 1997, Berlim organiza a primeira Longa Noite dos Museus, com cerca de uma dúzia de instituições participantes.

### Na Europa
Paris organiza a primeira "Nuit Blanche" num festival em 2002. O presidente da camara parisience, Bertrand Delanoë, levou o seu vice para a cultura, Christophe Girard, diz Jean Blaise diretor artístico desse novo evento. As bases do festival estão definidas: tem lugar na noite de sábado para domingo, do primeiro fim de semana de outubro, e envolve artistas contemporâneos em lugares que normalmente não são abertos ao público, ou cuja função principal não é arte. O festival se renova a cada ano, na mesma data, com um programa diferente.
Desde 2002, o evento, idealizado  para Paris, é adotado por muitas cidades. Em 2003, Roma organiza Notte bianca em meados de setembro.  Em 2005, iniciativas semelhantes também ocorreram noutras cidades italianas como Nápoles, Génova, Turim, Reggio Calabria e Catanzaro. Em Leeds decocorre, ao mesmo tempo, a Light Night, e em 2009, um conjunto de cidades do Reino Unido é formatada para este festival.
Em França, a cidade de Metz organiza a sua primeira Nuit Blanche em outubro de 2008 e repete, desde então, a mesma atividade todos os anos.
Um evento semelhante ocorreu em La Valletta, a capital da República de Malta.
Em 2 de outubro de 2010 é organizada em Košice, na Eslováquia, a primeira Biela noc.